# Martin Lejsal
Martin Lejsal (* 16. září 1982, Kyjov) je český fotbalový brankář, který je momentálně bez angažmá.
Tento český fotbalista začal se svoji kariérou v roce 1987 ve Vracově. Odkud roku 1993 přestoupil do Baníku Ratíškovice. Jeho profesionální kariéra začala v roce 1995 ve Zlíně. Zlínský odchovanec přestoupil v lednu 2002 do italské Regginy. Ovšem většinou byl jen náhradníkem, ale dostal se i do reprezentace do 21 let. V lednu 2004 odešel na hostování do Liberce, za který odehrál 2 zápasy. V létě se vrátil do Itálie, ale Reggina ho poslala znovu na hostování – do Benátek. Zde se zapletl do korupčního skandálu a dostal půlroční trest zákazu startu v mistrovském zápase, tento trest vypršel v lednu 2006, kdy přestoupil do Brna. V listopadu 2006 se dostal do širšího kádru české reprezentace, když byl v přátelském utkání s Dánskem druhým brankářem.
Je držitelem brankářského rekordu v neprůstřelnosti klubu FC Zbrojovka Brno: 517 minut (28. kolo 2005/06 – 6. kolo 2006/07)

## Klubové statistiky
Aktuální k 3. únoru 2012
| Sezona | Klub                      | Země       | Soutěž     | Zápasy | Góly |
| ------ | ------------------------- | ---------- | ---------- | ------ | ---- |
| 99/00  | FK Svit Zlín              | Česko      | 2. liga    | 5      | 0    |
| 00/01  | FK Zlín                   | Česko      | 2. liga    | 22     | 0    |
| 01/02  | FK Zlín                   | Česko      | 2. liga    | 2      | 0    |
| 02/03  | Reggina Calcio            | Itálie     | Serie A    | 2      | 0    |
| 03/04  | Reggina Calcio            | Itálie     | Serie A    | 2      | 0    |
|        | FC Slovan Liberec (host.) | Česko      | 1. liga    | 2      | 0    |
| 04/05  | SSC Venezia (host.)       | Itálie     | Serie B    | 10     | 0    |
| 05/06  | 1. FC Brno                | Česko      | 1. liga    | 12     | 0    |
| 06/07  | 1. FC Brno                | Česko      | 1. liga    | 18     | 0    |
| 07/08  | 1. FC Brno                | Česko      | 1. liga    | 25     | 0    |
| 08/09  | 1. FC Brno                | Česko      | 1. liga    | 18     | 0    |
| 09/10  | SC Heerenveen (host.)     | Nizozemsko | Eredivisie | 11     | 0    |
| 10/11  | FC Zbrojovka Brno         | Česko      | 1. liga    | 11     | 0    |
| 11/12  | FK Rostov                 | Rusko      | 1. liga    | 0      | 0    |
|        | Celkem 1. liga            |            |            | 101    | 0    |